# Kainsäure
Die Kainsäure (englisch kainic acid) bezeichnet ein pflanzliches Strukturanalogon der Glutaminsäure, das wie diese stark exzitatorisch wirkt und zu Excitotoxizität (Konvulsionen und Degeneration von Nervenzellen) führt.
Aufgrund ihrer agonistischen Wirkung auf einen Subtyp der ionotropen Glutamatrezeptoren wurden diese als Kainat-Rezeptoren benannt.
Die Kainsäure wird als sogenanntes chemisches Läsionswerkzeug experimentell genutzt, um Nervenzellen auszuschalten, dabei aber Nervenfasern zu schonen, die durch die jeweilige Region hindurchziehen.
Sie kommt natürlich im Seetang Digenea simplex vor, der in Asien für Jahrhunderte als Wurmmittel verwendet wurde. In den 1950er-Jahren wurde die Kainsäure als aktive Substanz isoliert.